# Temple Normanton
Temple Normanton est une paroisse civile et un village du Derbyshire, en Angleterre.